# Mistrzostwa Świata w Lekkoatletyce 1987 – bieg na 100 m przez płotki kobiet

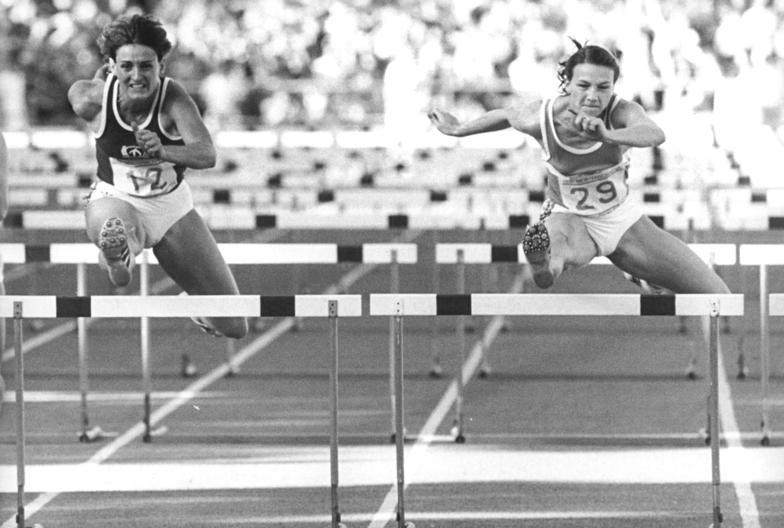
Wicemistrzyni świata Gloria Uibel (z prawej) i brązowa medalistka Cornelia Oschkenat

Bieg na 100 metrów przez płotki kobiet – jedna z konkurencji biegowych rozgrywanych podczas lekkoatletycznych mistrzostw świata w 1987 na Stadionie Olimpijskim w Rzymie.
Zwyciężczynią została Ginka Zagorczewa z Bułgarii. Tytułu zdobytego na poprzednich mistrzostwach nie broniła Bettine Jahn z Niemieckiej Republiki Demokratycznej.

## Terminarz
| Data       |            |
| ---------- | ---------- |
| 3 września | Eliminacje |
| 4 września | Półfinały  |
| 4 września | Finał      |

## Rekordy
|                          | Zawodniczka      | Wynik | Miejsce  | Data                  |
| ------------------------ | ---------------- | ----- | -------- | --------------------- |
| Rekord świata            | Ginka Zagorczewa | 12,25 | Drama    | 8 sierpnia 1987(dts)  |
| Rekord mistrzostw świata | Bettine Jahn     | 12,75 | Helsinki | 12 sierpnia 1983(dts) |
| Rekord mistrzostw świata | Ginka Zagorczewa | 12,75 | Helsinki | 13 sierpnia 1983(dts) |

## Wyniki

### Eliminacje
Rozegrano 4 biegi eliminacyjne. Z każdego biegu trzy najlepsze zawodniczki automatycznie awansowały do półfinałów (Q). Skład półfinalistek uzupełniły cztery najszybsze płotkarki spoza pierwszej trójki ze wszystkich biegów eliminacyjnych (q).

#### Bieg 1
| Poz. | Imię i nazwisko      | Narodowość      | Wynik | Uwagi |
| ---- | -------------------- | --------------- | ----- | ----- |
| 1    | Ginka Zagorczewa     | Bułgaria        | 12,51 | Q,    |
| 2    | Anne Piquereau       | Francja         | 13,24 | Q     |
| 3    | Aliuska López        | Kuba            | 13,24 | Q     |
| 4    | Rita Heggli          | Szwajcaria      | 13,32 | q     |
| 5    | Wendy Jeal           | Wielka Brytania | 13,41 |       |
| 6    | Diana Yankey         | Ghana           | 13,90 |       |
| 7    | Helga Halldórsdóttir | Islandia        | 13,97 |       |

#### Bieg 2
| Poz. | Imię i nazwisko     | Narodowość        | Wynik | Uwagi |
| ---- | ------------------- | ----------------- | ----- | ----- |
| 1    | Jordanka Donkowa    | Bułgaria          | 12,97 | Q     |
| 2    | Florence Colle      | Francja           | 13,20 | Q     |
| 3    | Stephanie Hightower | Stany Zjednoczone | 13,22 | Q     |
| 4    | Nancy Vallecilla    | Ekwador           | 13,30 | q     |
| 5    | Lesley-Ann Skeete   | Wielka Brytania   | 13,40 |       |
| 6    | Tiina Lindgren      | Finlandia         | 13,76 |       |
| 7    | Chen Wen-xing       | Chińskie Tajpej   | 14,12 |       |

#### Bieg 3
| Poz. | Imię i nazwisko    | Narodowość        | Wynik | Uwagi |
| ---- | ------------------ | ----------------- | ----- | ----- |
| 1    | Cornelia Oschkenat | NRD               | 12,65 | Q     |
| 2    | Sally Gunnell      | Wielka Brytania   | 13,02 | Q     |
| 3    | LaVonna Martin     | Stany Zjednoczone | 13,19 | Q     |
| 4    | Patrizia Lombardo  | Włochy            | 13,25 | q     |
| 5    | Karin Malmbratt    | Szwecja           | 13,43 |       |
| 6    | Karen Nelson       | Kanada            | 13,60 |       |

#### Bieg 4
| Poz. | Imię i nazwisko     | Narodowość        | Wynik | Uwagi |
| ---- | ------------------- | ----------------- | ----- | ----- |
| 1    | Gloria Uibel        | NRD               | 12,81 | Q     |
| 2    | Laurence Elloy      | Francja           | 13,08 | Q     |
| 3    | Claudia Zaczkiewicz | RFN               | 13,15 | Q     |
| 4    | Sophia Hunter       | Stany Zjednoczone | 13,19 | q     |
| 5    | Feng Yinghua        | Chiny             | 13,85 |       |
| 6    | Sandra Taváres      | Meksyk            | 13,86 |       |

### Półfinały
Rozegrano 2 biegi półfinałowe. Z każdego biegu 4 najlepsze zawodniczki awansowały do finału (Q).

#### Bieg 1
| Poz. | Imię i nazwisko    | Narodowość        | Wynik | Uwagi |
| ---- | ------------------ | ----------------- | ----- | ----- |
| 1    | Cornelia Oschkenat | NRD               | 12,65 | Q     |
| 2    | Ginka Zagorczewa   | Bułgaria          | 12,75 | Q     |
| 3    | LaVonna Martin     | Stany Zjednoczone | 12,94 | Q     |
| 4    | Anne Piquereau     | Francja           | 12,95 | Q     |
| 5    | Florence Colle     | Francja           | 13,04 |       |
| 6    | Sally Gunnell      | Wielka Brytania   | 13,06 |       |
| 7    | Rita Heggli        | Szwajcaria        | 13,20 |       |
| 8    | Nancy Vallecilla   | Ekwador           | 13,28 |       |

#### Bieg 2
| Poz. | Imię i nazwisko     | Narodowość        | Wynik | Uwagi |
| ---- | ------------------- | ----------------- | ----- | ----- |
| 1    | Gloria Uibel        | NRD               | 12,68 | Q     |
| 2    | Jordanka Donkowa    | Bułgaria          | 12,76 | Q     |
| 3    | Laurence Elloy      | Francja           | 12,88 | Q     |
| 4    | Claudia Zaczkiewicz | RFN               | 13,01 | Q     |
| 5    | Stephanie Hightower | Stany Zjednoczone | 13,12 |       |
| 6    | Sophia Hunter       | Stany Zjednoczone | 13,26 |       |
| 7    | Aliuska López       | Kuba              | 13,31 |       |
| 8    | Patrizia Lombardo   | Włochy            | 13,38 |       |

### Finał
| Poz. | Imię i nazwisko     | Narodowość        | Wynik | Uwagi |
| ---- | ------------------- | ----------------- | ----- | ----- |
| 1    | Ginka Zagorczewa    | Bułgaria          | 12,34 | CR    |
| 2    | Gloria Uibel        | NRD               | 12,44 |       |
| 3    | Cornelia Oschkenat  | NRD               | 12,46 |       |
| 4    | Jordanka Donkowa    | Bułgaria          | 12,49 |       |
| 5    | Anne Piquereau      | Francja           | 12,82 |       |
| 6    | Laurence Elloy      | Francja           | 12,83 |       |
| 7    | Claudia Zaczkiewicz | RFN               | 12,98 |       |
| 8    | LaVonna Martin      | Stany Zjednoczone | 13,06 |       |